# 桂三段
桂 三段（かつら さんだん、1976年8月27日 - ）は、日本の落語家。上方落語協会会員。
本名は小川洋二。北海道帯広市出身。札幌市清田区在住。上方落語協会では唯一の北海道出身者でもある。
趣味は映画鑑賞、スポーツ、カレーの食べ歩き、一人暮らしの超簡単レシピなど。歯科技工士の資格を持つ。

## 略歴・芸風
北海道芽室高等学校、札幌歯科学院専門学校卒業。歯科技工士、工場勤務、パチンコ店員などを経て、2005年6月13日、桂三枝（後の六代目桂文枝）に入門。
よしもとクリエイティブ・エージェンシー（現・吉本興業）の「あなたの街に住みますプロジェクト」により島根県に派遣され、2011年5月から「住みます芸人」として松江市に在住。2015年4月まで島根県内を中心に活動した。
2012年が古事記編纂1300年に当たることから、ヤマタノオロチ退治を題材とした、「古事記落語」と呼ぶ創作落語を松江市内で披露した。妻の影響によりクリスチャンであり、キリスト教を絡めた創作落語「福音落語」にも取り組んでいる。
2015年4月からは活動拠点を故郷の北海道に移すこととなり、それに先立って島根県のふるさと親善大使「遣島使」に就任した。北海道帰郷後も島根県の住みます芸人は継続しPR活動などを続けていたが、その後4代目北海道住みます芸人へと移行した。なお、島根県住みます芸人にはほかにABCDE湯かげんが就任していたが、2015年4月から桂三段に替わり奥村隼也が加わった。
北海道に帰郷後は吉本興業札幌事務所に所属していたが、その後エージェント契約となっている。

## 出演
- 桂三段のJAGARAKU!（FMJAGA）